# Усть-илимский трамвай
Усть-Или́мский трамва́й — закрытая трамвайная система города Усть-Илимска Иркутской области. Одна из немногих в России систем скоростного трамвая . Пассажирские перевозки выполнялись с 15 сентября 1988 по 21 декабря 2022 года, служебные перевозки — до 30 декабря 2022 года.

## История
Трамвайная система города — одна из последних, созданных в СССР. Согласно проекту, основным видом транспорта в правобережной части Усть-Илимска должен был стать именно трамвай. По генеральному плану развития города трамвайная линия со временем должна была оказаться в центре жилой застройки — к востоку от неё должен был появиться жилой район, по своим масштабам практически такой же, как и построенный к западу от трамвайной линии.
- 01.1980. Начало разработки проекта трамвайной сети.
- 05.1982. Начаты строительные работы на объектах первой очереди на лесопромышленный комплекс и ответвления в депо
- 02.1987. Прибыли первые 68 вагонов модели 71-605 для обкатки.
- 08.1988. Введено в эксплуатацию трамвайное депо на 100 вагономест и подстанция № 3
- 12.09.1988. Подписан акт о приемке в эксплуатацию Усть-Илимского трамвая.
- 15.09.1988. Открыто движение по линии первой очереди от 9-го микрорайона до Лесопромышленного комплекса.
- 03.1989. Поступила вторая партия вагонов 71-605 в количестве 6 штук.
- 01.1992. Открыто движение по линии второй очереди от Лесопромышленного комплекса до Северной ТЭЦ.
- 17 декабря 2022 года было объявлено о консервации системы и прекращении перевозок с возможной ликвидацией инфраструктуры в дальнейшем.[2][3]
- 21.12.2022. Закрыт маршрут № 1 «9-й микрорайон — Северная ТЭЦ»
- 30.12.2022. Закрыт последний, служебный маршрут «Депо — Северная ТЭЦ».
- С 1 января 2023 года начался демонтаж трамвайной инфраструктуры.[4]
- Летом 2024 года оставшиеся вагоны были вывезены на утилизацию.[5]

## Маршруты
- 1: 9-й Микрорайон — Северная ТЭЦ (закрыт с 21 декабря 2022)
- 1У: 9-й Микрорайон — Трамвайное депо (закрыт с 21 декабря 2022)

## Подвижной состав
В качестве подвижного состава использовались исключительно вагоны модификации 71-605А.

## Уголовное дело, связанное с закрытием трамвайной линии
Как результат коллективного возмущения и обращения граждан города, Следственный комитет начал процессуальную проверку и уголовное дело по статье 286 УК РФ (превышение должностных полномочий).